# Кананікольська сільська рада
Кананіко́льська сільська рада (рос. Кананикольский сельский совет) — муніципальне утворення у складі Зілаїрського району Башкортостану, Росія. Адміністративний центр — село Кананікольське.

## Населення
Населення — 811 осіб (2019, 1085 в 2010, 1384 в 2002).

## Склад
До складу поселення входять такі населені пункти:
| Населений пункт      | Населення, осіб (2002) | Населення, осіб (2010) |
| -------------------- | ---------------------- | ---------------------- |
| Березовка, присілок  | 122                    | 77                     |
| Кананікольське, село | 990                    | 805                    |
| Шанський, присілок   | 272                    | 203                    |